# Maria McKee
Maria Louise McKee (født 17. august 1964) er en sangerinde fra USA. Maria McKee er blandt andet kendt fra gruppen Lone Justice.